# Obakeng Ngwigwa
Obakeng Ambrose Ngwigwa (* 9. Juli 1985 in Serowe) ist ein ehemaliger botswanischer Sprinter, der sich auf den Sprint spezialisiert hat.

## Sportliche Laufbahn
Erste Erfahrungen bei internationalen Meisterschaften sammelte Obakeng Ngwigwa im Jahr 2004, als er bei den Juniorenweltmeisterschaften in Grosseto in 45,97 s die Bronzemedaille im 400-Meter-Lauf gewann und mit der botswanischen 4-mal-100-Meter-Staffel in 40,83 s den siebten Platz belegte. Im Jahr darauf startete er mit der 4-mal-400-Meter-Staffel bei den Weltmeisterschaften in Helsinki und schied dort mit 3:06,39 min im Vorlauf aus. 2006 kam er bei den Commonwealth Games in Melbourne mit 47,67 s nicht über den Vorlauf über 400 Meter hinaus und wurde mit der Staffel in der Vorrunde disqualifiziert. Anschließend kam er bei den Afrikameisterschaften in Bambous mit 47,45 s ebenfalls nicht über den Vorlauf über 400 Meter hinaus und belegte mit der 4-mal-100-Meter-Staffel in 41,20 s den sechsten Platz. Zudem gewann er mit der 4-mal-400-Meter-Staffel in 3:08,13 min gemeinsam mit Oganeditse Moseki, California Molefe und Gakologelwang Masheto die Bronzemedaille hinter den Teams aus Kenia und Südafrika. Von 2006 bis 2007 besuchte er das Butler Community College in den Vereinigten Staaten und begann dann 2007 ein Studium an der University of South Carolina. Im selben Jahr startete er mit der 4-mal-400-Meter-Staffel bei den Weltmeisterschaften in Osaka und schied dort mit 3:05,96 min im Vorlauf aus. 2010 belegte er bei den Afrikameisterschaften in Nairobi in 45,50 s den fünften Platz über 400 Meter und gewann mit der Staffel in 3:05,16 min gemeinsam mit Isaac Makwala, Thapelo Ketlogetswe und Pako Seribe die Silbermedaille hinter dem kenianischen Team. Anschließend schied er bei den Commonwealth Games in Neu-Delhi mit 46,82 s im Halbfinale über 400 Meter aus und gelangte im Staffelbewerb mit 3:04,65 min auf Rang fünf. Im Jahr darauf belegte er bei der Sommer-Universiade in Shenzhen in 46,51 s den achten Platz über 400 Meter und schied im 200-Meter-Lauf mit 21,14 s im Halbfinale aus. Zudem belegte er mit der Staffel in 3:07,13 min den vierten Platz. Anschließend gewann er bei den Afrikaspielen in Maputo in 20,94 s die Bronzemedaille über 200 Meter hinter dem Kameruner Idrissa Adam und Ben Youssef Meïté aus der Elfenbeinküste. 2012 belegte er bei den Afrikameisterschaften in Porto-Novo in 40,42 s den sechsten Platz in der 4-mal-100-Meter-Staffel und wurde in 21,01 s Fünfter über 200 Meter. Im Jahr darauf kam er bei den Weltmeisterschaften in Moskau mit 3:05,74 min nicht über den Vorlauf in der 4-mal-400-Meter-Staffel hinaus, woraufhin er seine aktive sportliche Karriere im Alter von 28 Jahren beendete.

## Persönliche Bestzeiten
- 200 Meter: 20,70 s (+0,9 m/s), 8. Mai 2010 in Chapel Hill
- 400 Meter: 45,50 s, 30. Juli 2010 in Nairobi
  - 400 Meter (Halle): 46,54 s, 28. Februar 2010 in Fayetteville